# Saint-Ciers-Champagne
Saint-Ciers-Champagne è un comune francese di 407 abitanti situato nel dipartimento della Charente Marittima nella regione della Nuova Aquitania.

## Società

### Evoluzione demografica
Abitanti censiti